# Hypocnemis peruviana
Hypocnemis peruviana е вид птица от семейство Thamnophilidae.

## Разпространение
Видът е разпространен в Боливия, Бразилия, Еквадор и Перу.